# Xã Shenango, Quận Lawrence, Pennsylvania
Xã Shenango (tiếng Anh: Shenango Township) là một xã thuộc quận Lawrence, tiểu bang Pennsylvania, Hoa Kỳ. Năm 2010, dân số của xã này là 7.479 người.